# Iain Davidson
Iain Davidson (Kirkcaldy, 14 gennaio 1984) è un ex calciatore scozzese, di ruolo centrocampista.

## Caratteristiche tecniche
Mediano, può giocare anche come difensore centrale o come interno di centrocampo.

## Carriera
Ha giocato nella prima divisione scozzese.
In carriera ha totalizzato complessivamente 451 presenze e 18 reti in competizioni ufficiali con i Raith Rovers, club della sua città natale, in cui ha trascorso circa due terzi della sua carriera.

## Palmarès

### Club

#### Competizioni nazionali
- Scottish League One: 2

Raith Rovers: 2008-2009, 2019-2020
- Scottish Championship: 1

Dundee: 2013-2014
- Scottish Challenge Cup: 2

Raith Rovers: 2019-2020, 2021-2022